# Рождествено (Борисоглебский район)
Рождествено — село в Борисоглебском районе Ярославской области, входит в состав Инальцинского сельского поселения.

## География
Расположено в 12 км на юго-восток от центра поселения деревни Инальцино и в 12 км на юго-запад от райцентра посёлка Борисоглебский.

## История
Местная каменная пятиглавая церковь с колокольней во имя Рождества Христова и Рождества Пресв. Богородицы, построена в 1821 году усердием прихожан. Ранее в селе была деревянная церковь, находившаяся на месте кладбища.
В 1873 году архиепископ Ярославский и Ростовский Нил (Исакович) постановил проводить каждое лето крестный ход с иконой преподобного Иринарха Затворника, от Борисоглебского монастыря «в селения Ростовского и Угличского уезда — Кондаково, Давыдово, Ивановское-на-Лехте, Андреевское, Рождествено, Глинку». Традиция была прервана в 1924 году, возобновлена в  1997 году.

### Административно-территориальная принадлежность
В конце XIX — начале XX село входило в состав Шулецкой волости Ростовского уезда Ярославской губернии. 
С 1929 года село входило в состав Сущевского сельсовета Борисоглебского района, с 1954 года — в составе Андреевского сельсовета, с 2005 года — в составе Инальцинского сельского поселения.

## Население
| 1859 | 1914 | 2007 | 2010 |
| ---- | ---- | ---- | ---- |
| 130  | ↗160 | ↘0   | →0   |

## Инфраструктура
Основой экономики служило сельское хозяйство, личное подсобное хозяйство. В 1885 году в селе было 19 дворов.

## Достопримечательности
В селе расположена недействующая Церковь Рождества Христова (1821).